# Montigny-Lencoup
Pour les articles homonymes, voir Montigny.
Montigny-Lencoup est une commune française située dans le département de Seine-et-Marne en région Île-de-France.

## Géographie

### Localisation
Le village est situé à 12 km au nord-est de Montereau-Fault-Yonne.

### Communes limitrophes
| Coutençon | Villeneuve-les-Bordes | Gurcy-le-Châtel    |
|           | Montigny-Lencoup      | Égligny            |
| Salins    | Courcelles-en-Bassée  | Châtenay-sur-Seine |

### Hydrographie

#### Réseau hydrographique

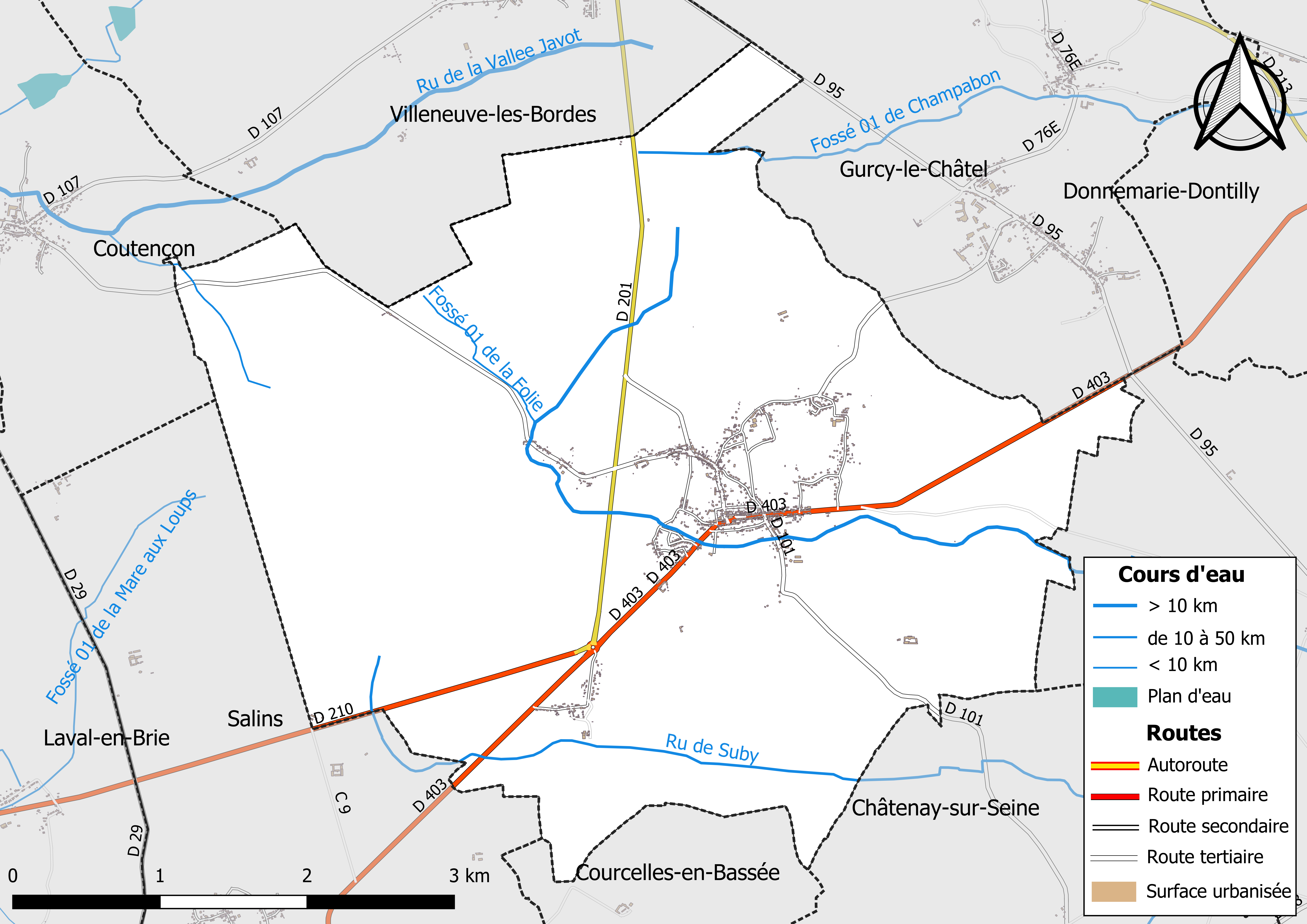
Carte des réseaux hydrographique et routier de Montigny-Lencoup.

Le réseau hydrographique de la commune se compose de cinq cours d'eau référencés :
- le ru de Sucy, 10,51 km[1], qui y prend sa source, et ;
  - le fossé 01 de la Folie, 1,23 km[2], affluent du ru de Sucy ;
- le ru de Suby, 8,86 km[3], et ;
- le fossé 01 de Champabon, 5,92 km[4], affluents de l’ Auxence ;
- le fossé 01 du Vieux Logis[Note 1], 1,68 km[5] affluent du ru de la Vallee Javot.

Par ailleurs, son territoire est également traversé par l’aqueduc de la Voulzie.
La longueur totale des cours d'eau sur la commune est de 17,08 km.

#### Gestion des cours d'eau
Afin d’atteindre le bon état des eaux imposé par la Directive-cadre sur l'eau du 23 octobre 2000, plusieurs outils de gestion intégrée s’articulent à différentes échelles : le SDAGE, à l’échelle du bassin hydrographique, et le SAGE, à l’échelle locale. Ce dernier fixe les objectifs généraux d’utilisation, de mise en valeur et de protection quantitative et qualitative des ressources en eau superficielle et souterraine. Le département de Seine-et-Marne est couvert par six SAGE, au sein du bassin Seine-Normandie.
La commune fait partie du SAGE « Bassée Voulzie », en cours d'élaboration en décembre 2020. Le territoire de ce SAGE concerne 144 communes dont 73 en Seine-et-Marne, 50 dans l'Aube, 15 dans la Marne et 6 dans l'Yonne, pour une superficie de 1 710 km2,. Le pilotage et l’animation du SAGE sont assurés par Syndicat Mixte Ouvert de l’eau potable, de l’assainissement collectif, de l’assainissement non collectif, des milieux aquatiques et de la démoustication (SDDEA), qualifié de « structure porteuse ».

### Climat
Pour des articles plus généraux, voir Climat de l'Île-de-France et Climat de Seine-et-Marne.
En 2010, le climat de la commune est de type climat océanique dégradé des plaines du Centre et du Nord, selon une étude du CNRS s'appuyant sur une série de données couvrant la période 1971-2000. En 2020, Météo-France publie une typologie des climats de la France métropolitaine dans laquelle la commune est exposée à un climat océanique altéré et est dans la région climatique Nord-est du bassin Parisien, caractérisée par un ensoleillement médiocre, une pluviométrie moyenne régulièrement répartie au cours de l’année et un hiver froid (3 °C).
Pour la période 1971-2000, la température annuelle moyenne est de 10,9 °C, avec une amplitude thermique annuelle de 15,5 °C. Le cumul annuel moyen de précipitations est de 720 mm, avec 11,5 jours de précipitations en janvier et 7,5 jours en juillet. Pour la période 1991-2020, la température moyenne annuelle observée sur la station météorologique la plus proche, située sur la commune de La Brosse-Montceaux à 13 km à vol d'oiseau, est de 12,0 °C et le cumul annuel moyen de précipitations est de 652,9 mm,. Pour l'avenir, les paramètres climatiques de la commune estimés pour 2050 selon différents scénarios d'émission de gaz à effet de serre sont consultables sur un site dédié publié par Météo-France en novembre 2022.

### Milieux naturels et biodiversité
Aucun espace naturel présentant un intérêt patrimonial n'est recensé sur la commune dans l'inventaire national du patrimoine naturel,,.

## Urbanisme

### Typologie
Au 1er janvier 2024, Montigny-Lencoup est catégorisée commune rurale à habitat dispersé, selon la nouvelle grille communale de densité à sept niveaux définie par l'Insee en 2022.
Elle est située hors unité urbaine. Par ailleurs la commune fait partie de l'aire d'attraction de Paris, dont elle est une commune de la couronne,. Cette aire regroupe 1 929 communes,.

### Lieux-dits et écarts
La commune compte 113 lieux-dits administratifs répertoriés consultables ici dont Orvilliers, Conflans, la Fontaine Geoffroy.

### Occupation des sols
L'occupation des sols de la commune, telle qu'elle ressort de la base de données européenne d’occupation biophysique des sols Corine Land Cover (CLC), est marquée par l'importance des territoires agricoles (52,8 % en 2018), une proportion sensiblement équivalente à celle de 1990 (53 %). La répartition détaillée en 2018 est la suivante : 
terres arables (52,8% ), forêts (42,1% ), zones urbanisées (5,1 %).
Parallèlement, L'Institut Paris Région, agence d'urbanisme de la région Île-de-France, a mis en place un inventaire numérique de l'occupation du sol de l'Île-de-France, dénommé le MOS (Mode d'occupation du sol), actualisé régulièrement depuis sa première édition en 1982. Réalisé à partir de photos aériennes, le Mos distingue les espaces naturels, agricoles et forestiers mais aussi les espaces urbains (habitat, infrastructures, équipements, activités économiques, etc.) selon une classification pouvant aller jusqu'à 81 postes, différente de celle de Corine Land Cover,,. L'Institut met également à disposition des outils permettant de visualiser par photo aérienne l'évolution de l'occupation des sols de la commune entre 1949 et 2018.

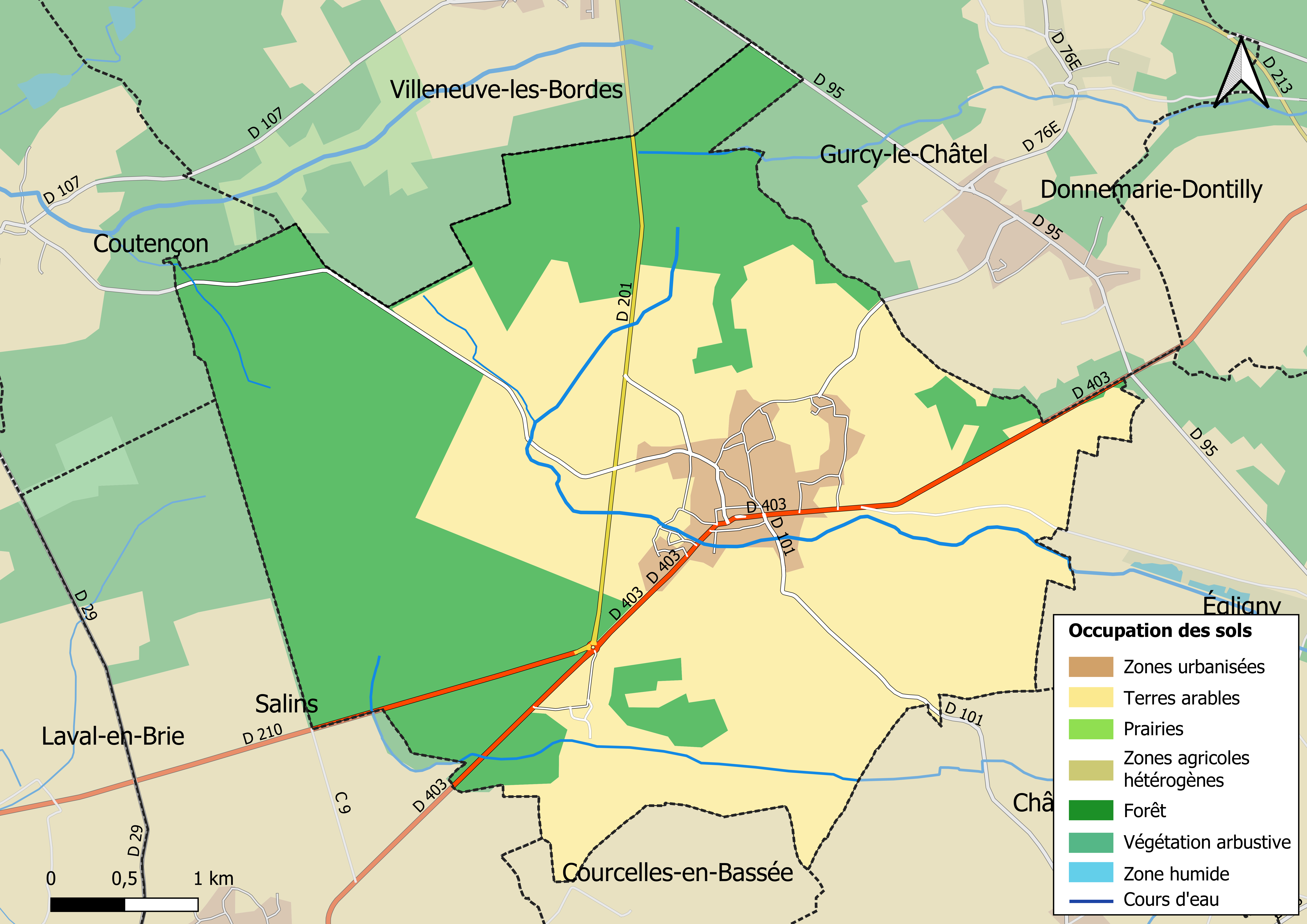
Carte des infrastructures et de l'occupation des sols en 2018 (CLC) de la commune.
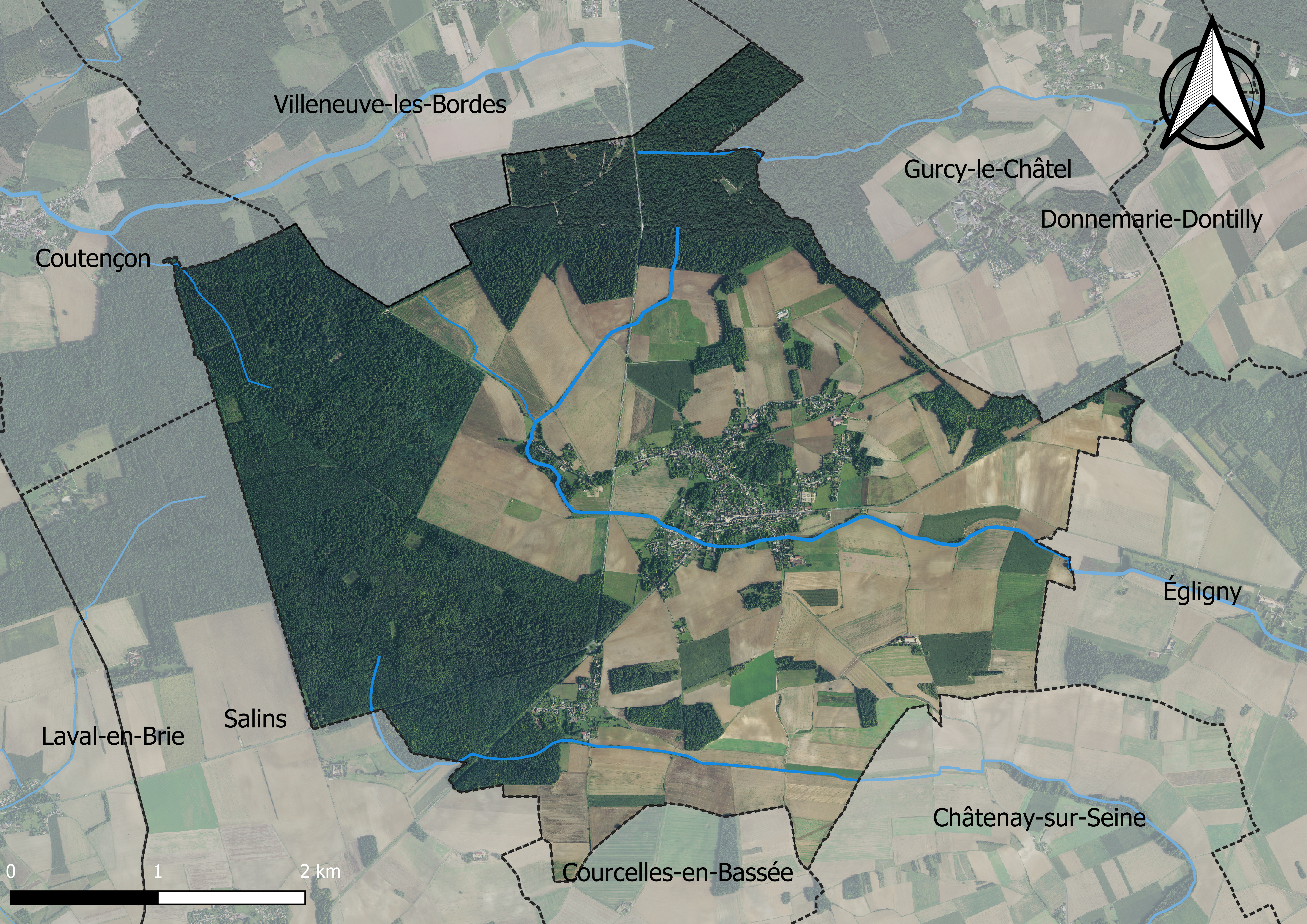
Carte orhophotogrammétrique de la commune.

### Planification
La loi SRU du 13 décembre 2000 a incité les communes à se regrouper au sein d’un établissement public, pour déterminer les partis d’aménagement de l’espace au sein d’un SCoT, un document d’orientation stratégique des politiques publiques à une grande échelle et à un horizon de 20 ans et s'imposant aux documents d'urbanisme locaux, les PLU (Plan local d'urbanisme). La commune est dans le territoire du SCOT Grand Provinois, dont le projet a été arrêté le 29 janvier 2020, porté par le syndicat mixte d’études et de programmation (SMEP) du Grand Provinois, qui regroupe les Communautés de Communes du Provinois et de Bassée-Montois, soit 82 communes.
La commune, en 2019, avait engagé l'élaboration d'un plan local d'urbanisme. Un plan local d'urbanisme intercommunal couvrant le territoire de la communauté de communes de la Bassée - Montois était en élaboration,.

### Logement
En 2017, le nombre total de logements dans la commune était de 612 dont 95,1 % de maisons et 4,8 % d'appartements.
Parmi ces logements, 85,5 % étaient des résidences principales, 6,1 % des résidences secondaires et 8,4 % des logements vacants.
La part des ménages fiscaux propriétaires de leur résidence principale s'élevait à 87,3 % contre 11,4 % de locataires dont, 2,1 % de logements HLM loués vides (logements sociaux) et, 1,3 % logés gratuitement.

## Toponymie
Le nom de la localité est mentionné sous les formes Ad villam Montigniacensem en 1118 ; Montiniacum en 1176 ; Monteniacum en 1206 ; Monteigni vers 1222 (Livre des vassaux) ; Monteigni Lancoul en 1266 ; Monteigni Lancol et Monteigni Lancou en 1271 ; « Montigni l'Ancou en la chatelerie de Bray seur Saigne » en 1275 ; Montigni l'Ancoust en 1276 ; Monteigni l'Ancoup en 1289 ; Montigniacum Lancourt en 1293 ; Montigny Lencoust en 1315 ; « Montigniacum l'Ancoust, alias Teigneux » vers 1350 (Pouillé) ; Montegny Loncop en 1367 ; Montigny Lancourt en 1467.
Montigny signifierait « domaine de Montanus » ou « montagne couverte de gros bois ».
Lencoup: (Monteigni Lancoul en 1266) Gaufridus de Montigny, abbé de Saint-Pierre-le-Vif-lez-Sens, était le fils de Gui Laucour dont le nom dériva en Lancol, l'Ancoup en 1289 et Lencoup, du vieux français Lencolp, « l'inculpé ».

## Politique et administration

### Liste des maires
| Période                                  | Période  | Identité           | Étiquette | Qualité                                                      |
| ---------------------------------------- | -------- | ------------------ | --------- | ------------------------------------------------------------ |
| Les données manquantes sont à compléter. |          |                    |           |                                                              |
| mars 1989                                | En cours | Roger Denormandie, | DVD       | Agriculteur Président de la Communauté de communes (2014-> ) |

## Équipements et services

### Eau et assainissement
L’organisation de la distribution de l’eau potable, de la collecte et du traitement des eaux usées et pluviales relève des communes. La loi NOTRe de 2015 a accru le rôle des EPCI à fiscalité propre en leur transférant cette compétence. Ce transfert devait en principe être effectif au 1er janvier 2020, mais la loi Ferrand-Fesneau du 3 août 2018 a introduit la possibilité d’un report de ce transfert au 1er janvier 2026,.

#### Assainissement des eaux usées
En 2020, la commune de Montigny-Lencoup gère le service d’assainissement collectif (collecte, transport et dépollution) en régie directe, c’est-à-dire avec ses propres personnels.
L’assainissement non collectif (ANC) désigne les installations individuelles de traitement des eaux domestiques qui ne sont pas desservies par un réseau public de collecte des eaux usées et qui doivent en conséquence traiter elles-mêmes leurs eaux usées avant de les rejeter dans le milieu naturel. La communauté de communes de la Bassée - Montois (CCBM) assure pour le compte de la commune le service public d'assainissement non collectif (SPANC), qui a pour mission de vérifier la bonne exécution des travaux de réalisation et de réhabilitation, ainsi que le bon fonctionnement et l’entretien des installations,.

#### Eau potable
En 2020, l'alimentation en eau potable est assurée par la commune qui en a délégué la gestion à l'entreprise Suez, dont le contrat expire le 31 mars 2031,.

## Population et société

### Démographie
L'évolution du nombre d'habitants est connue à travers les recensements de la population effectués dans la commune depuis 1793. Pour les communes de moins de 10 000 habitants, une enquête de recensement portant sur toute la population est réalisée tous les cinq ans, les populations de référence des années intermédiaires étant quant à elles estimées par interpolation ou extrapolation. Pour la commune, le premier recensement exhaustif entrant dans le cadre du nouveau dispositif a été réalisé en 2006.

En 2022, la commune comptait 1 362 habitants, en évolution de −0,51 % par rapport à 2016 (Seine-et-Marne : +3,92 %, France hors Mayotte : +2,11 %).
| 1793 | 1800 | 1806 | 1821  | 1831  | 1836  | 1841  | 1846  | 1851  |
| ---- | ---- | ---- | ----- | ----- | ----- | ----- | ----- | ----- |
| 864  | 965  | 930  | 1 057 | 1 172 | 1 267 | 1 290 | 1 236 | 1 193 |

| 1856  | 1861  | 1866  | 1872  | 1876  | 1881  | 1886  | 1891  | 1896  |
| ----- | ----- | ----- | ----- | ----- | ----- | ----- | ----- | ----- |
| 1 149 | 1 220 | 1 200 | 1 085 | 1 065 | 1 001 | 1 005 | 1 008 | 1 009 |

| 1901 | 1906  | 1911 | 1921 | 1926 | 1931 | 1936 | 1946 | 1954 |
| ---- | ----- | ---- | ---- | ---- | ---- | ---- | ---- | ---- |
| 987  | 1 010 | 921  | 783  | 753  | 688  | 656  | 680  | 677  |

| 1962 | 1968 | 1975 | 1982 | 1990  | 1999  | 2006  | 2011  | 2016  |
| ---- | ---- | ---- | ---- | ----- | ----- | ----- | ----- | ----- |
| 650  | 663  | 677  | 911  | 1 194 | 1 225 | 1 259 | 1 283 | 1 369 |

| 2021  | 2022  | - | - | - | - | - | - | - |
| ----- | ----- | - | - | - | - | - | - | - |
| 1 384 | 1 362 | - | - | - | - | - | - | - |

## Économie
- Exploitations agricoles.

### Secteurs d'activité

#### Agriculture
Montigny-Lencoup est dans la petite région agricole dénommée le « Montois », une petite région à l'est du département, en limite sud de la Brie. En 2010, l'orientation technico-économique de l'agriculture sur la commune est la culture de céréales et d'oléoprotéagineux (COP).
Si la productivité agricole de la Seine-et-Marne se situe dans le peloton de tête des départements français, le département enregistre un double phénomène de disparition des terres cultivables (près de 2 000 ha par an dans les années 1980, moins dans les années 2000) et de réduction d'environ 30 % du nombre d'agriculteurs dans les années 2010. Cette tendance se retrouve au niveau de la commune où le nombre d’exploitations est passé de 18 en 1988 à 6 en 2010. Parallèlement, la taille de ces exploitations augmente, passant de 53 ha en 1988 à 124 ha en 2010.
Le tableau ci-dessous présente les principales caractéristiques des exploitations agricoles de Montigny-Lencoup, observées sur une période de 22 ans : 
|                                      | 1988 | 2000 | 2010 |
| ------------------------------------ | ---- | ---- | ---- |
| Dimension économique,                |      |      |      |
| Nombre d’exploitations (u)           | 18   | 10   | 6    |
| Travail (UTA)                        | 26   | 11   | 8    |
| Surface agricole utilisée (ha)       | 947  | 989  | 744  |
| Cultures                             |      |      |      |
| Terres labourables (ha)              | 936  | 981  | 736  |
| Céréales (ha)                        | 665  | 619  | 450  |
| dont blé tendre (ha)                 | 410  | 463  | 309  |
| dont maïs-grain et maïs-semence (ha) | 161  | 68   | 57   |
| Tournesol (ha)                       | 128  | s    | s    |
| Colza et navette (ha)                | 73   | 160  | 100  |
| Élevage                              |      |      |      |
| Cheptel (UGBTA)                      | 331  | 134  | 118  |

## Culture locale et patrimoine

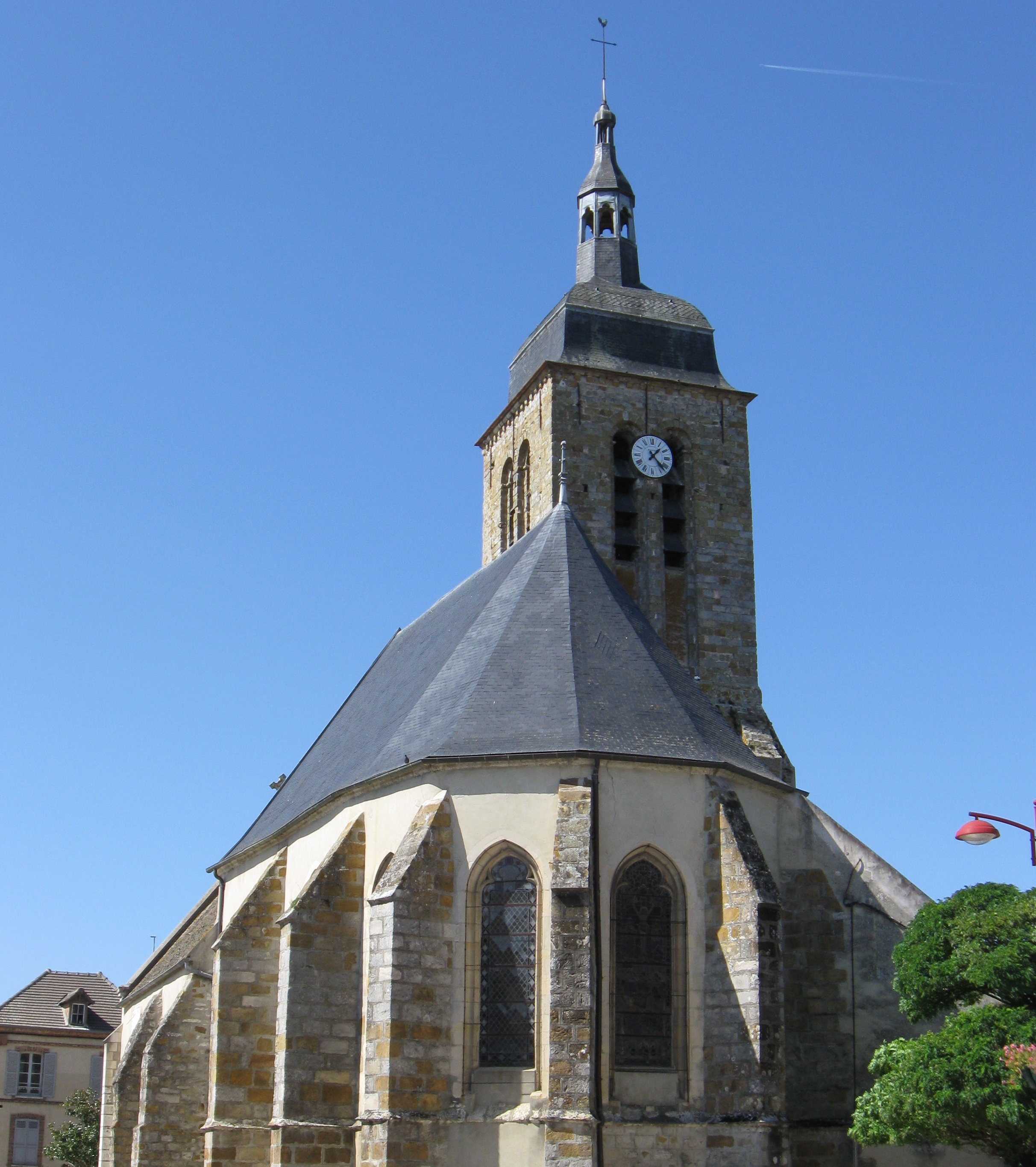
L'église Sainte-Geneviève.

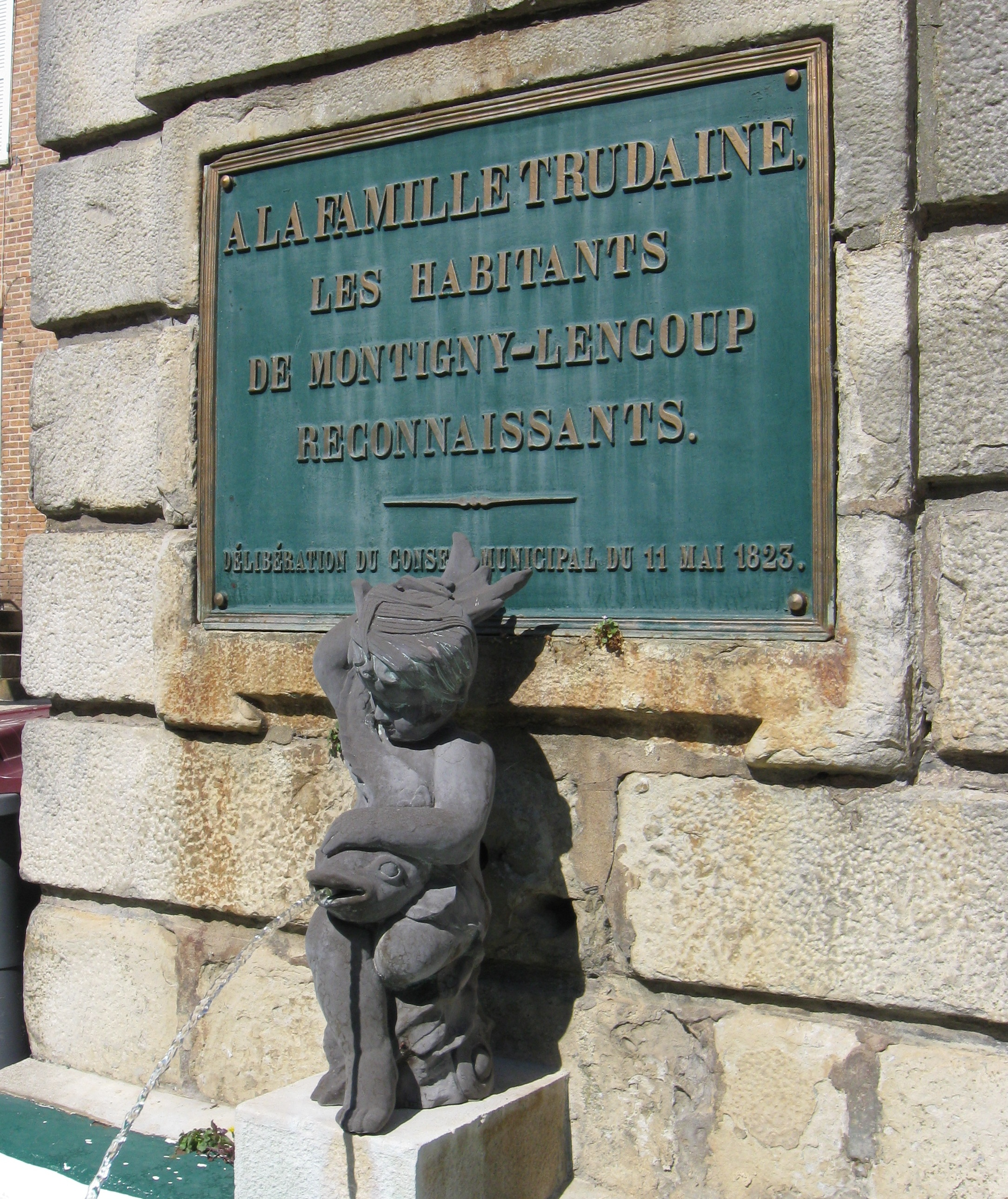
La Fontaine-Trudaine.

### Lieux et monuments
- L'église Sainte-Geneviève, nef du XIIIe siècle est inscrite MH[60],[61].
- Fontaine érigée en 1823 en reconnaissance à la famille Trudaine.
- Ferme de la Fontaine Geoffroy, XIVe siècle.
- Situé à l'extérieur du village, le château de la Chasse construit en 1678 par le duc François de Clerc fut durant le XVIIIe siècle et XIXe siècle un important lieu de festivités. Tous les barons de la région venaient s'y retrouver lors de grandes chasses organisées dans la région et festoyaient ensuite dans le château du duc[réf. nécessaire].

### Personnalités liées à la commune
- Daniel-Charles Trudaine (1703-1769), administrateur et cartographe, créateur d'un atlas des routes de France ainsi que Philibert Trudaine de Montigny (1733-1777) ont possédé la châtellenie de Montigny-Lencoup.